# Joaquín Tula Durán
Joaquín Tula Durán (San Luis, 1 de septiembre de 1934 - Buenos Aires, 17 de julio de 1989) apodado Etin, fue un abogado y político argentino, perteneciente al Movimiento Popular Provincial (MPP), partido de la provincia de San Luis, que ocupó numerosos cargos administrativos en la gestión provincial del gobierno puntano, llegando a ser ministro de Gobierno y Educación durante el período del gobernador de facto Juan Gregorio Vivas (1970-1972).
Cursó sus estudios primarios en la Escuela Normal de Maestros Juan Pascual Pringles, y los secundarios en el Colegio Nacional Juan Crisóstomo Lafinur. Ingresó a la Facultad de Derecho y Ciencias Sociales de la Universidad de Buenos Aires en 1951, recibiéndose de abogado en 1954. Fue elegido diputado provincial en 1961, pero no pudo asumir el cargo por el golpe del 29 de marzo de 1962, que intervino las provincias. En 1973, resultó elegido diputado nacional por San Luis en representación del MPP dentro de la Alianza Popular Federalista (APF), asumiendo el cargo el 25 de mayo de 1973. Ejerció su mandato durante el período conocido como tercer peronismo, que finalizó con el golpe de Estado del 24 de marzo de 1976, que derrocó al gobierno constitucional y disolvió el Congreso. Durante su período como legislador, cuestionó la tipificación de la subversión, y la represión violenta contra las guerrillas, y adhirió al segundo intento de destitución por vía juicio político contra la presidenta María Estela Martínez de Perón en febrero de 1976.
En 1983, luego de un pacto con el Partido Demócrata Liberal (PDL), Tula fue candidato a gobernador en las elecciones provinciales de 1983, que marcaron la restauración definitiva de la democracia en Argentina, apoyado por la Alianza Federal, que postulaba nuevamente a Manrique como candidato presidencial nacional. Si bien se ubicó en cuarto y último lugar con el 7,56% de los votos, por detrás de Alberto Domeniconi, Carlos Zavala y Adolfo Rodríguez Saá, obtuvo un mejor resultado que el resto de la fuerza que representaba.
Falleció a los cincuenta y cinco años, en el Instituto de Hemofilia, Capital Federal, en julio de 1989.